# Communauté hospitalière de territoire
Ne doit pas être confondu avec Groupement hospitalier de territoire.
Pour les articles homonymes, voir CHT.
Une communauté hospitalière de territoire (CHT) est un regroupement d'établissements hospitaliers en France, mis en place par la loi HPST du 21 juillet 2009.

## Exemples par région
- Auvergne-Rhône-Alpes :
  - Communauté hospitalière de territoire Bresse-Haut Bugey, créée le 5 septembre 2013, regroupant les établissements de santé publics et privés de Bourg-en-Bresse, d'Hauteville-Lompnes et de Pont-de-Vaux[1].
  - Communauté hospitalière de territoire Nord, intégrant le centre hospitalier de la Roche-sur-Foron.
  - Hôpital Nord-Ouest dans le Rhône et l'Ain, regroupement des centres hospitaliers de Villefranche-sur-Saône, Tarare, Trévoux, Saint-Cyr-au-Mont-d'Or.

- Hauts-de-France :
  - Communauté hospitalière de territoire du Valenciennois regroupant les Centres Hospitaliers de Denain, Le Quesnoy-en-Artois, Saint-Amand-les-Eaux et Valenciennes.

- Normandie :
  - Groupe hospitalier du Havre.

- Nouvelle-Aquitaine :
  - Communauté hospitalière de territoire des Landes, créée le 9 février 2012 et regroupant les centres hospitaliers de Mont-de-Marsan et de Dax[2].